# Розподілене виробництво енергії

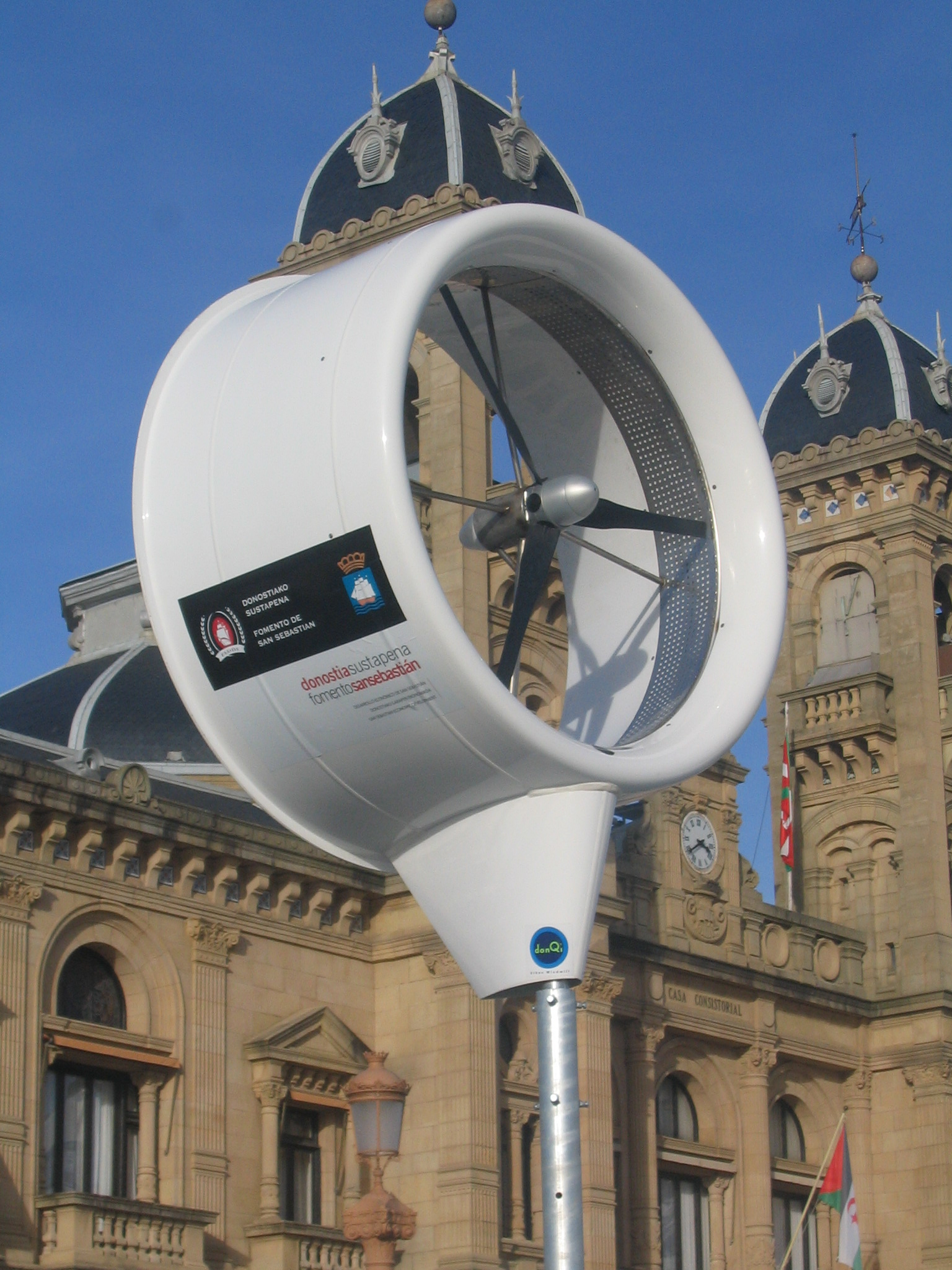
Вітрогенератор, що виробляє енергію для подачі в розподілену мережу, Іспанія

Розподілене виробництво енергії (англ. Distributed power generation) — концепція будівництва джерел енергії та розподільчих мереж, яка має на увазі наявність великої кількості користувачів, які виробляють теплову і електричну енергію для власних потреб, а також спрямовують надлишки в загальну мережу (електричну або теплову). Підключені до загальних мереж локальні джерела енергії в поєднанні з засобами накопичення, зберігання та перетворення енергії визначаються як розподілені енергетичні ресурси (англ. Distributed Energy Resources — DER).
В якості розподілених енергетичних ресурсів можуть виступати сонячні батареї, вітрогенератори та інші поновлювані джерела енергії, газові та дизельні генератори, акумуляторні системи зберігання електроенергії, електричні транспортні засоби та керовані навантаження, такі як системи опалення, кондиціювання та електричні водонагрівачі. Ними також можуть слугувати системи водопостачання, що мають накопичувальні ємності.
Розподілені енергоресурси розгортаються у безпосередній близькості до кінцевого споживача по його бік від лічильника та повинні мати цифровий інтерфейс для обміну даними. Вони можуть використовуватися індивідуально для оптимізації енергоспоживання окремого об'єкту або у сукупності (через агрегатори) в межах мереж розподілу електроенергії.
За допомогою інформаційних технологій, динамічного ціноутворення (англ. dynamic pricing) та інших ринкових механізмів розподілені енергетичні ресурси можуть використовуватися  для керування попитом (англ. demand response) на електроенергію та надання допоміжних послуг в регіональних або національних енергосистемах, зокрема для балансування добового графіку навантаження мереж.

## Енергетика сьогодні
В даний час промислово розвинені країни виробляють основну частину електроенергії централізовано, на великих електростанціях, таких як теплові електростанції, атомні електростанції, гідроелектростанції. Потужні електростанції завдяки «ефекту масштабу» мають чудові економічні показники і зазвичай передають електроенергію на великі відстані. Місце будівництва більшості з них зумовлено безліччю економічних, екологічних, географічних і геологічних факторів, а також вимогами безпеки та охорони навколишнього середовища. Наприклад, вугільні станції будуються далеко від міст для запобігання сильного забруднення повітря, що впливає на жителів. Деякі з них будуються поблизу вугільних родовищ для мінімізації вартості транспортування вугілля. Гідроелектростанції повинні знаходитися в місцях з достатньою енергомісткістю (значний перепад рівнів на витрати води).
Низьке забруднення навколишнього середовища — критичне перевага комбінованих енергостанцій, що працюють на природному газі. Це дозволяє їм перебувати досить близько до міста для централізованого теплопостачання.
Тому в традиційній енергетиці за функціональним призначенням і територіальним розташуванням можна чітко виділити три сегменти:
1. Центри виробництва електроенергії
2. Лінії електропередач великої потужності
3. Зони споживання електроенергії та місцеві розподільні мережі

Атомні і теплові електростанції крім електричної енергії виробляють значну кількість тепла. На відміну від електроенергії, теплову енергію неможливо передавати на великі відстані через різке зростання втрат з ростом відстані. Одночасно, через зазначені вище фактори, багато енергостанцій занадто далеко розташовані, щоб використовувати їх побічне тепло для обігріву громадських і житлових будівель. В результаті, невикористана на самій станції теплова енергія розсіюється в навколишньому середовищі (втрачається без корисного застосування).

## Розподілене виробництво електроенергії
Дана концепція передбачає будівництво додаткових джерел електроенергії в безпосередній близькості від споживачів. Потужність таких джерел вибирається виходячи з очікуваної потужності споживача з урахуванням наявних обмежень (технологічних, правових, екологічних і т. д.) і може варіювати в широких межах (від двох-трьох до сотень кіловат). При цьому споживач не відключається від загальної мережі електропостачання.
Як додаткові джерела електроенергії можуть застосовуватися як засоби альтернативної енергетики (сонячні батареї, вітрові генератори, паливні елементи), так і традиційні когенераційні установки (КГУ) малої і середньої потужності, що працюють на природному газі (як на найбільш чистому виді палива). В останньому випадку завдяки розташуванню когенераційних установок безпосередньо у споживачів, стає можливим використання не тільки вироблюваної електроенергії, але і побічної теплової енергії на потреби опалення, гарячого водопостачання або абсорбційного холодопостачання самого власника КГУ або сторонніх споживачів, розташованих поблизу. Це дозволяє добитися високої ефективності використання палива (до 90 % від потенційної енергії).
При цьому в системі «споживач — місцеве джерело енергії» регулярно виникають дисбаланси між виробництвом і споживанням енергії або між потребою в її видах, наприклад:
- Потужність сонячних батарей і вітрогенераторів змінюється в залежності від погодних умов, а споживання електроенергії від погоди може не залежати або змінюватися в протилежний бік.
- У зимовий час споживання теплової енергії залишається постійно високим, а споживання електроенергії змінюється за часом доби.

Наявність підключення до загальної електричної мережі дозволяє компенсувати нестачу електроенергії за рахунок її споживання від загальної мережі, а в разі надлишкового виробництва електроенергії власним джерелом — видавати її до мережі, з отриманням відповідного доходу.
Такий підхід дозволяє:
- Знизити втрати електроенергії при транспортуванні через максимальне наближення електрогенераторів до споживачів електрики, аж до розташування їх в одній будівлі.
- Зменшити число, протяжність і необхідну пропускну здатність магістральних ліній електропередачі.
- Пом'якшити наслідки аварій на центральних електростанціях і головних лініях електропередач за рахунок наявності власних джерел енергії.
- Забезпечити взаємне багаторазове резервування електрогенеруючих потужностей (частково).
- Знизити вплив на навколишнє середовище за рахунок застосування засобів альтернативної енергетики, більш повного використання потенційної енергії викопного палива.

Для реалізації концепції розподіленої енергетики необхідне виконання низки умов, у тому числі:
1. Технічних: наявності систем двостороннього обліку, узгоджена робота місцевих та центральних генераторів, відповідні системи захисту для всіх варіантів роботи місцевих та центральних генераторів, підтримка стабільності напруги і частоти в загальній мережі.
2. Організаційних: має бути налагоджена взаємодія між усіма учасниками, щоб уникнути перевантажень генеруючих потужностей або будівництва зайвих, які будуть простоювати.
3. Правових та економічних: повинна бути передбачена юридична можливість продажу споживачами надлишків енергії власного виробітку, повинен існувати розвинений ринок електроенергії або встановлено економічно привабливі для всіх учасників тарифи на генерацію, споживання і транзит електроенергії.
4. Технологічних: повинні бути доступні економічно ефективні пристрої для місцевого виробництва енергії (сонячні батареї, вітрогенератори, когенераційні установки).

Поступова відмова від потужних центральних електростанцій і остаточна децентралізація енергосистем можлива за умов впровадження інтелектуальних механізмів управління розподіленими енергетичними ресурсами та їх системної інтеграції. Ще однією важливою умовою є сполучення сектору електроенергетики (англ. sector coupling [Архівовано 6 березня 2019 у Wayback Machine.]) з транспортом, теплопостачанням, сферою послуг та промисловими процесами з застосуванням різноманітних технологій перетворення енергії (англ. Power-to-X), які дозволяють ефективно використовувати змінну генерацію від сонячної та вітрової енергетики.

##### Схоже поняття
Як синонім може використовуватися термін «децентралізоване виробництво енергії», який не відображає специфічної особливості — наявність загальної мережі обміну електро- і теплової енергії. В рамках концепції децентралізованого виробництва електроенергії можлива наявність загальної мережі електроенергії і системи місцевих котелень, які виробляють виключно теплову енергію для потреб населеного пункту/підприємства/кварталу. За наявності відповідних засобів автоматичного віддаленого управління, об'єднана в мережу сукупність розподілених генераторів енергії може виступати як віртуальна ТЕЦ.

## Розподілене виробництво електроенергії в Україні
Україна за допомогою міжнародних парнерів партнерів планує побудувати у 2024 році до 1 ГВт газової маневрової генерації і ще 4 ГВт у найближчі роки.

## Ресурси Інтернету
- Smart Electric Power Alliance [Архівовано 6 березня 2019 у Wayback Machine.]
- United States Combined Heat and Power Association [Архівовано 11 квітня 2021 у Wayback Machine.]
- World Alliance for Decentralized Energy [Архівовано 3 лютого 2011 у Wayback Machine.]
- On-Site Power Generation May Be The Next Big Growth Technology [Архівовано 3 вересня 2014 у Wayback Machine.]
- IEEE P1547 Draft Standard for Interconnecting Distributed Resources with Electric Power Systems [Архівовано 30 липня 2014 у Wayback Machine.]
- [Архівовано 30 вересня 2013 у Wayback Machine.]
- Decentralized Power as Part of Local and Regional Plans Quote: «…The plan estimates that even with the higher cost of renewable energy, Chicago will save more than $260 million by 2010…»
- Can distributed energy systems really replace the current electricity grid? [Архівовано 21 серпня 2014 у Wayback Machine.] The new energy revoloution is here, but will it develop fast enough?
- California Distributed Energy Resource Guide [Архівовано 12 лютого 2007 у Wayback Machine.]

### Розподілені джерела енергії
- Distributed Energy Resources 101: Required Reading for a Modern Grid [Архівовано 1 березня 2019 у Wayback Machine.]
- Ecoliving: Homegrown micropower has macro prospects [Архівовано 24 квітня 2015 у Wayback Machine.]
- Home-scale generators, Micro Combined Heat and Power ((Micro Combined Heat and Power), MCHP)
- GridPoint — Intelligent energy management (IEM) products [Архівовано 13 серпня 2014 у Wayback Machine.]
- Skystream 3.7 — a small wind system for grid-connected homes [Архівовано 17 серпня 2014 у Wayback Machine.]
- Good rapport: Advanced Power Generation Systems for the 21st Century (PDF)[недоступне посилання з липня 2019]
- Home Power Magazine — Your Small Scale Renewable Energy (RE) Source [Архівовано 29 серпня 2014 у Wayback Machine.]
- Future Energies, topics
- Ofgem report on Distributed generation, innovation funding incentive and registered power zones
- Online or by mail subscription magazine: Distributed Energy [Архівовано 8 травня 2021 у Wayback Machine.]

1. ↑  Свобода, Радіо (11 червня 2024). Україна планує побудувати до 1 ГВт генерації цього року – Зеленський. Радіо Свобода (укр.). Процитовано 12 червня 2024.